# Tadeusz Bandrowski
Tadeusz Lucjan Feliks Bandrowski (ur. 14 stycznia 1895 w Krakowie, zm. ?) – podpułkownik dyplomowany piechoty Wojska Polskiego, działacz niepodległościowy, kawaler Orderu Virtuti Militari.

## Życiorys
Urodził się 14 stycznia 1895 w Krakowie, w ówczesnym Królestwie Galicji i Lodomerii, w rodzinie Juliusza i Heleny z Kadenów. Był młodszym bratem Jerzego (1883–1940) i Juliusza (1885–1944). 23 maja 1917 zdał maturę w Chyrowie.
16 sierpnia 1914 jako student wstąpił do Legionów Polskich. Służył w oddziale telefonicznym kawalerii, od kwietnia 1915 w III plutonie 3. szwadronu 1 pułku ułanów, a od 30 września 1915 w 2 pułku ułanów. 19 grudnia 1916 został mianowany wachmistrzem. W styczniu 1917 w oddziale telefonicznym 2 pułku ułanów, a od czerwca tego roku w 12. kompanii III baonu 3 pułku piechoty.
W lipcu 1917, po kryzysie przysięgowym, wstąpił do Polskiego Korpusu Posiłkowego. Wziął udział w bitwie pod Rarańczą (15–16 lutego 1918), po której został internowany w Bustyaháza. W listopadzie 1918 został przyjęty do Wojska Polskiego. 7 lipca 1919 jako oficer Grupy Legionów „za wybitne odznaczenie się w bojach na froncie galicyjskim w chwilach ciężkich dla wojska” został mianowany porucznikiem. 1 czerwca 1921 pełnił służbę w Wojsku Litwy Środkowej, a jego oddziałem macierzystym był 5 pułk piechoty Legionów. 
3 maja 1922 został zweryfikowany w stopniu kapitana ze starszeństwem z dniem 1 czerwca 1919 i 1340. lokatą w korpusie oficerów piechoty, a jego oddziałem macierzystym był nadal 5 pp Leg. W następnym roku został przeniesiony do 75 pułku piechoty w Królewskiej Hucie. 18 lutego 1928 został awansowany na majora ze starszeństwem z dniem 1 stycznia 1928 i 104. lokatą w korpusie oficerów piechoty. Dowodził wówczas II batalionem 75 pp. W grudniu 1929, po ukończeniu kursu próbnego i odbyciu przepisanego stażu liniowego, został powołany do Wyższej Szkoły Wojennej w Warszawie, w charakterze słuchacza dwuletniego kursu 1929/31. Z dniem 1 września 1931, po ukończeniu kursu i otrzymaniu dyplomu naukowego oficera dyplomowanego, został przeniesiony do Dowództwa Okręgu Korpusu Nr III w Grodnie. W październiku 1932 został przeniesiony do 24 Dywizji Piechoty w Jarosławiu na stanowisko szefa sztabu. W październiku 1935 wrócił do DOK III w Grodnie. Na stopień podpułkownika został awansowany ze starszeństwem z dniem 19 marca 1937 i 28. lokatą w korpusie oficerów piechoty. W 1939 pełnił służbę w Dowództwa Okręgu Korpusu Nr VII w Poznaniu na stanowisku kierownika Samodzielnego Referatu Bezpieczeństwa Wojennego. W czasie kampanii wrześniowej walczył na stanowisku szefa Oddziału Operacyjnego Sztabu Grupy Operacyjnej „Koło” (GO gen. Knoll-Kownackiego). Wziął udział w bitwie nad Bzurą, a następnie w obronie Warszawy. Po kapitulacji załogi stolicy dostał się do niemieckiej niewoli. Przebywał w Oflagu VII A Murnau. W 1945, po uwolnieniu z niewoli, został przyjęty do Polskich Sił Zbrojnych. Po zdemobilizowaniu pozostał na emigracji w Wielkiej Brytanii.
W marcu 1934 pozostawał w separacji z żoną, z którą miał syna Jerzego (ur. 31 maja 1923 w Królewskiej Hucie).

## Ordery i odznaczenia
- Krzyż Srebrny Orderu Wojskowego Virtuti Militari nr 6541 – 17 maja 1922[22][1][23][24]
- Krzyż Niepodległości – 4 lutego 1932 „za pracę w dziele odzyskania niepodległości”[25]
- Krzyż Kawalerski Orderu Odrodzenia Polski – 10 listopada 1938 „za zasługi w służbie wojskowej”[26][27]
- Krzyż Walecznych[28]
- Złoty Krzyż Zasługi – 10 listopada 1928 „w uznaniu zasług, położonych na polu pracy w poszczególnych działach wojskowości”[29][30]
- Medal Pamiątkowy za Wojnę 1918–1921[31]
- Medal Dziesięciolecia Odzyskanej Niepodległości[31]